# E-25 (戦車)

E-25駆逐戦車

E-25は、第二次世界大戦中、ドイツで計画された駆逐戦車。

## 開発
E-100、E-75、E-50、E-10の一連の戦車と同じく、戦車の各種構成品を共通化して生産性を高め、また重量ごとに戦車の標準化を行おうという E（Entwicklungstypen=開発タイプ）計画の一環として計画された。本車両においてはモックアップのみが実際に完成している。なお、E-100を除く一連のEシリーズ(本車含む)は、車体すら完成していない。

## 構造
主砲には70口径75mm対戦車砲（7.5cm Kw.k42 L/70）を採用、砲塔は無く固定戦闘室に装備されている。また車体上部に、2cm機関砲を収納した小型砲塔を装備する案もあった。車体形状は軽駆逐戦車ヘッツァーと、後に西ドイツ陸軍が採用したカノーネンヤークトパンツァーの中間的なもので、全方位にわたって装甲版が傾斜し、避弾径始を考慮に入れている。航空機メーカーであるアルグス社による開発で、同社製のガソリンエンジンが搭載される予定であった。ドイツ戦車としては珍しく起動輪は車体後部にあり、戦後の戦車のような流体式操行装置と遊星歯車式変速機により、前進・後進ともに8段のギアチェンジが可能であった。実際の生産はアルケット社で予定され、試作車の組み立てが行われている途中で終戦、完成車輌は存在しない。

## 性能諸元（予定）
- 外形寸法
  - 全長：8.5m
  - 車体長：-
  - 全幅：3.27m
  - 全高：2.3m
- 主砲：7.5 cm PaK 42 対戦車砲
- 副武装：-
- 装甲：-
- 乗員：4名
- 重量：26.30t
- 出力：700ps
- 発動機：マイバッハ HL101
- 速度：65km/h

## 登場作品
『World of Tanks』
ドイツプレミアム駆逐戦車として販売されていたが、2015年1月15日をもって販売が終了した。